# Гомологація
Гомологація, іноді омологація (грец. homologeo, ὁμολογέω — погодитися, відповідати, домовитися) — приведення товару до відповідності якимось стандартам або вимогам; отримання погодження від офіційної організації — з метою вдосконалення товару та покращення його технічних характеристик. Гомологація має дуже приблизні синоніми «акредитація» і «сертифікація».
Також може застосовуватися в біологічних науках, де означає належність організмів до однієї сім'ї або таксона, їх схожі властивості, успадковані від загального предка.

## Спорт
Поширене використання цього терміна в автоспорті, де воно значить виконання вимог і стандартів тієї чи іншої ліги.
В тих гоночних класах, де стандарти вимагають використання незначних модифікованих серійних моделей, виробники можуть випускати спеціальну гоночну модель, котра в обмеженій, але достатній для виконання вимог «серійності» кількості виставляється у вільний продаж. Такі моделі часто називають «гомологаційними» (або «омологаційними»).

## Наука, навчання
Поняття гомологації стосується також дипломів про освіту — їхнє підтвердження та прирівнювання до стандартів іншої країни.